# Teddy Tamgho
Teddy Tamgho, né le 15 juin 1989 à Paris, est un athlète français, spécialiste du triple saut. 
Entre le 6 mars 2011 et le 16 janvier 2021, il détient le record du monde en salle du triple saut avec la marque de 17,92 m, réalisée à Paris-Bercy lors des championnats d'Europe en salle. Son premier record du monde de 17,90 m est établi un an auparavant lors de sa victoire aux championnats du monde en salle de Doha. Champion du monde junior en 2008, il se classe troisième des championnats d'Europe 2010, et s'adjuge cette même année la première édition de la Ligue de diamant. 
En 2013, il devient champion du monde à Moscou avec un saut à 18,04 m, faisant de lui le troisième athlète à dépasser la limite des dix-huit mètres au triple saut.
Licencié en région parisienne puis à Bordeaux Athlé depuis 2017, il est entraîné depuis 2010 par l'ancien sauteur en longueur cubain Iván Pedroso. Il annonce sa retraite sportive le 24 août 2019.

## Carrière sportive

### Débuts
Né à Paris, de parents camerounais,,, Teddy Tamgho grandit à Sevran et débute l'athlétisme à l'âge de treize ans au sein du Dynamic Aulnay club où il se spécialise rapidement dans les épreuves de saut. Il s'illustre à l'âge de 17 ans, en 2006, en remportant les titres nationaux « jeunesse » du saut en longueur en salle et du triple saut en salle et en plein air. En 2007, il rejoint le centre d’entraînement de l'INSEP à Paris où il entame une collaboration avec Jean-Hervé Stievenart. Vainqueur des Championnats de France juniors en salle et en plein air en 2007, il fait ses débuts sur la scène internationale à l'occasion des Championnats d'Europe juniors d'Hengelo aux Pays-Bas, où il termine au pied du podium du concours du triple saut avec la marque de 16,35 m (record personnel). En fin d'année 2007, à Eaubonne, il établit un nouveau record de France junior du triple saut avec 16,53 m.
Teddy Tamgho se distingue en début de saison 2008 à Bordeaux en remportant en tant que junior les Championnats de France « élite » en salle. Il établit à cette occasion avec 16,94 m un nouveau record national espoir en salle et devient par ailleurs le deuxième « performeur » junior de tous les temps derrière l'Allemand Volker Mai. Licencié au CA Montreuil depuis le début de la saison 2008, il participe en juillet aux Championnats du monde juniors de Bydgoszcz, en Pologne, et remporte le concours avec un saut à 17,33 m réussi à son quatrième essai. Il réalise les minimas qualificatifs pour les Jeux olympiques 2008 (17,10 m), mais le vent légèrement trop fort (+2,1 m/s) empêche cette marque d'être validée. Par la suite, il réalisera le minima à Monaco le 29 juillet, avec un saut à 17,19 m (- 0,4 m/s), mais hors délais.

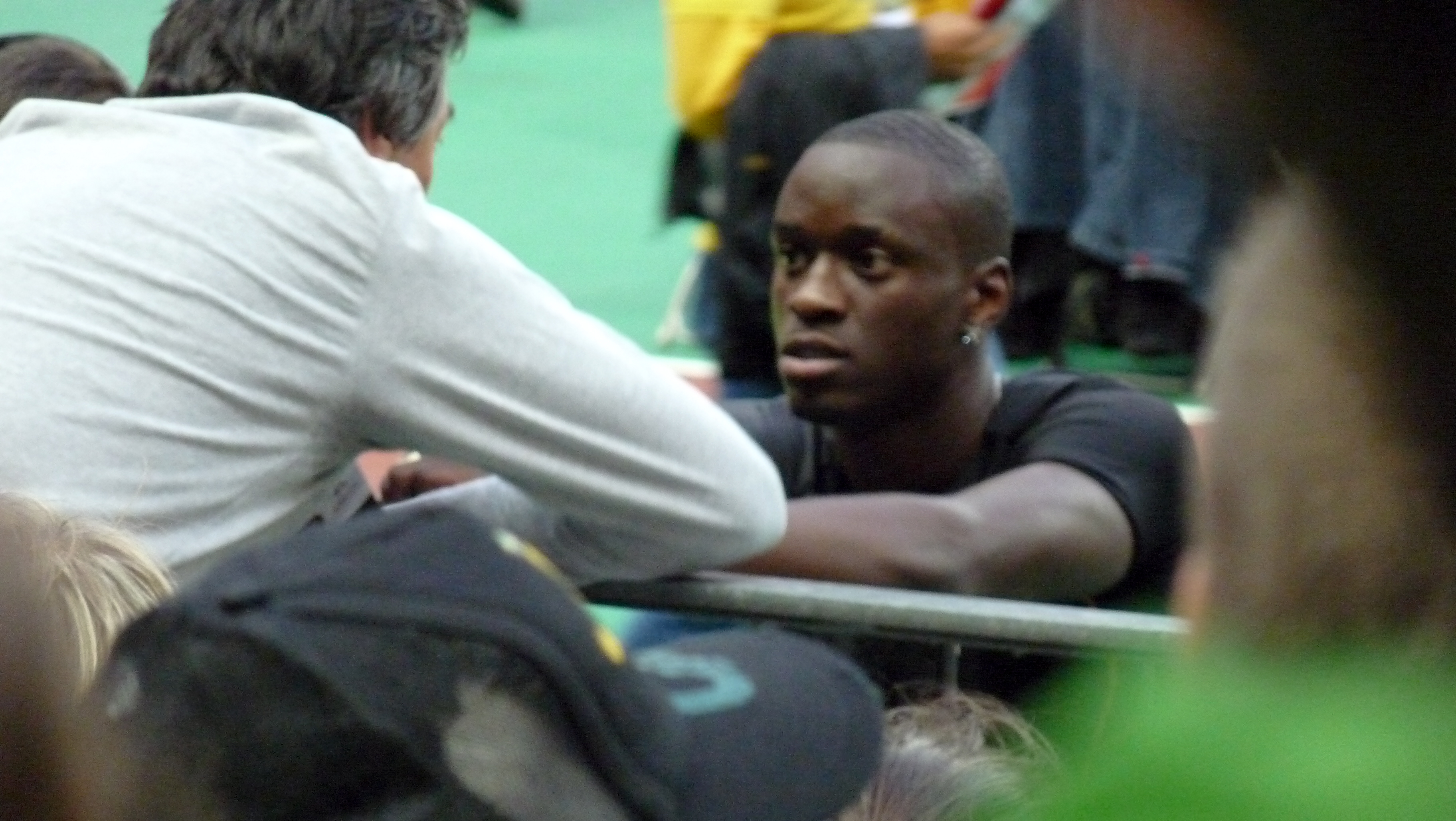
Teddy Tamgho lors du Meeting Areva 2009.

Début 2009, le Français améliore à trois reprises son record personnel en salle et le porte à 17,37 m lors du meeting de Mondeville. Entraîné désormais par Jean-Hervé Stievenart et Laurence Bily, il remporte son deuxième titre national en salle avant de réaliser 17,58 m lors du meeting en salle de Paris-Bercy, établissant la meilleure performance mondiale espoir de tous les temps, à un centimètre du record de France sénior de Pierre Camara. Sélectionné pour les Championnats d'Europe en salle de Turin, il rate son concours et quitte la compétition dès les qualifications avec 15,94 m. En juillet 2009 à Angers, Tamgho remporte son premier titre senior de champion de France en réalisant sa meilleure marque de l'année avec 17,11 m, obtenant ainsi son billet pour les Championnats du monde de Berlin. Lors de cette compétition, il réalise de nouveau 17,11 m en qualifications mais ne parvient pas à rééditer cet exploit en finale, deux jours plus tard. Il se classe onzième et avant-dernier du concours avec un meilleur saut à 16,79 m.

### Titre et record du monde en salle

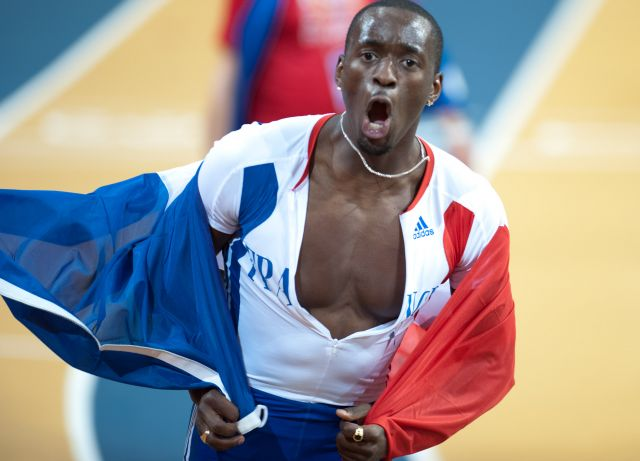
Teddy Tamgho après son premier record du monde établi en mars 2010 lors des Championnats du monde en salle de Doha.

Teddy Tamgho réalise 17,25 m à Aubière en tout début de saison 2010 mais s'incline face à Colomba Fofana début mars lors des Championnats de France en salle de Paris-Bercy. Il participe peu après aux Championnats du monde en salle se déroulant à Doha, au Qatar, et assure sa qualification pour la finale grâce à un bond à 16,90 m. Deux jours plus tard, le 14 mars 2010, le Français remporte le titre mondial et établit un nouveau record du monde de la discipline avec 17,90 m. Il réussit cette performance à sa sixième et dernière tentative et devance finalement le Cubain Yoandri Betanzos, leader du concours depuis la première série de sauts (17,69 m). Tamgho améliore de sept centimètres la précédente meilleure marque mondiale en salle détenue conjointement par le Cubain Aliecer Urrutia (1997) et le Suédois Christian Olsson (2004). Il devient par ailleurs le deuxième athlète français médaillé d'or dans cette discipline, dix-sept ans après le titre de Pierre Camara. 
À l'entame de la saison en plein air, le Francilien enchaîne cinq sauts à plus de 17 mètres lors des Championnats nationaux interclubs de Franconville, le 23 mai, et réalise la meilleure performance mondiale de l'année avec 17,63 m (+1,7 m/s), améliorant les 17,47 m du Cubain Alexis Copello. Trois jours avant son 21e anniversaire, le 12 juin 2010, il dispute et remporte le meeting Adidas Grand Prix de New York, deuxième étape du circuit de la Ligue de diamant, en établissant une nouvelle meilleure performance mondiale de l'année avec 17,98 m (+1,2 m/s). Le Français réalise cet exploit à son sixième et dernier essai après avoir établi trois autres sauts au-delà des 17,60 m. Il améliore de 35 cm son propre record national et signe la septième meilleure performance mondiale de tous les temps au triple saut, devenant par la même occasion le troisième meilleur « performeur » de tous les temps derrière le Britannique Jonathan Edwards (18,29 m) et l'Américain Kenny Harrison (18,09 m), seuls athlètes à avoir dépassé la barrière des dix-huit mètres. Début juillet à Valence, il remporte les Championnats de France avec la marque de 17,64 m, mais souffrant d'une blessure au mollet, il déclare forfait pour le Meeting Areva de Paris-Saint-Denis.

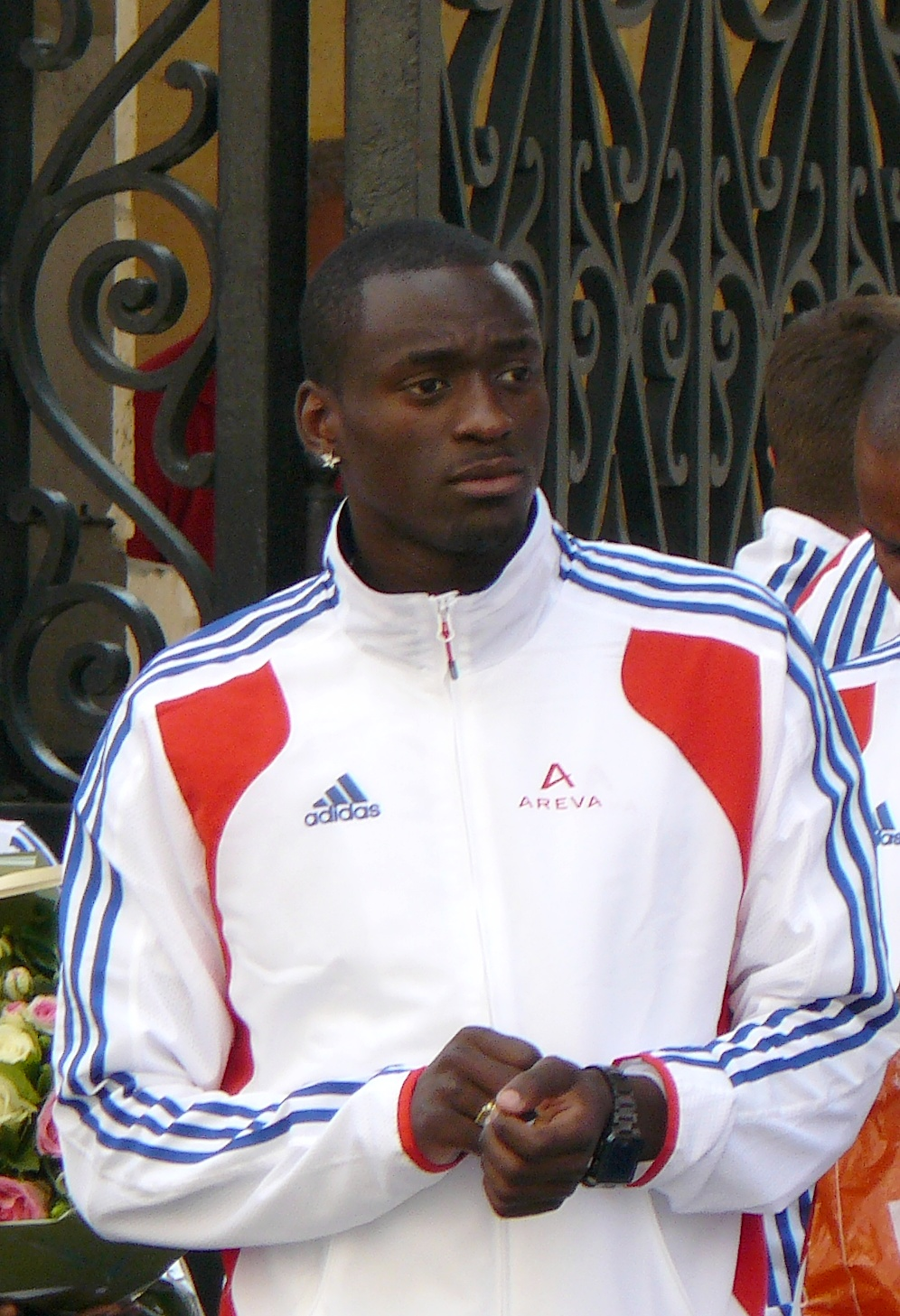
Teddy Tamgho lors de la réception des médaillés français à l'Élysée en août 2010.

Rétabli pour les Championnats d'Europe de Barcelone, fin juillet, Teddy Tamgho signe la meilleure marque du concours des qualifications avec 17,37 m et se place parmi les prétendants au titre continental. Deux jours plus tard, le Français se classe troisième de la finale avec un saut à 17,45 m, échouant à six centimètre du Roumain Marian Oprea, médaillé d'argent, et à trente-six centimètres du Britannique Phillips Idowu, médaillé d'or. Il remporte quelques jours après les championnats d'Europe le meeting DN Galan de Stockholm (17,36 m) et s'incline une semaine plus tard face au Suédois Christian Olsson lors du meeting de Londres (17,12 m). Le 27 août, il s'impose lors du Mémorial Van Damme de Bruxelles, ultime étape de la Ligue de diamant 2010, en réalisant la marque de 17,52 m à son troisième et dernier essai, devant le Cubain Alexis Copello (17,47 m). Cette victoire lui permet de remporter le classement général de la Ligue de diamant avec 18 points, devant Alexis Copello et Christian Olsson, et de rejoindre au palmarès son compatriote Renaud Lavillenie, lauréat dans l'épreuve du saut à la perche. 
En septembre 2010, Teddy Tamgho décide de s'entraîner en Espagne sous la direction du Cubain Ivan Pedroso, quadruple champion du monde et champion olympique du saut en longueur, et ancien entraîneur de la triple-sauteuse Yargelis Savigne. Le 29 septembre, il est désigné « révélation de l'année » 2010 par l'Association européenne d'athlétisme devant Eusebio Caceres, grand espoir européen du saut en longueur. Il succède au palmarès au triple champion d'Europe français Christophe Lemaitre.

### Champion d'Europe en salle, nouveaux records du monde

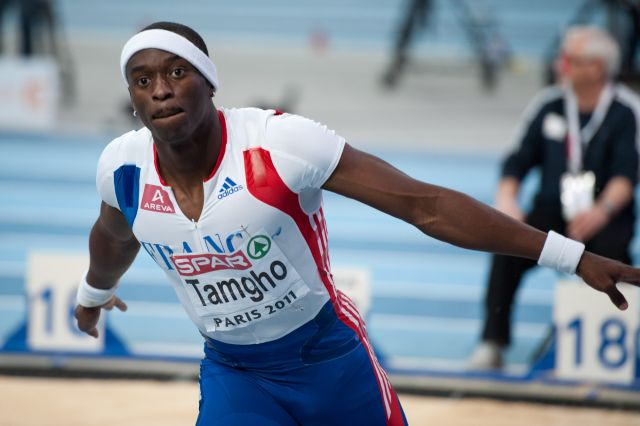
Teddy Tamgho remporte les Championnats d'Europe en salle de Paris-Bercy et réalise un nouveau record du monde en salle avec 17,92 m.

Lors du meeting de Liévin, le 8 février 2011, il réalise un saut de 17,64 m à son premier essai, meilleure performance mondiale de l'année, devant le Cubain Alexis Copello (17,14 m) et le Roumain Marian Oprea (17,07 m). Cinq jours plus tard, le 13 février 2011, lors d'une compétition à Eaubonne, il s'empare du record de France espoir du saut en longueur en retombant au-delà de la barrière des 8 mètres (8,01 m). Il réalise de la sorte la meilleure performance tricolore de la saison devant Kafétien Gomis (8,00 m). Le 20 février, aux Championnats de France en salle d'Aubière, Teddy Tamgho améliore d'un centimètre son propre record du monde en salle du triple saut avec la marque de 17,91 m à son quatrième essai, et remporte à cette occasion son troisième titre national en salle. Il décide de s'aligner sur les deux épreuves de saut lors des Championnats d'Europe en salle se déroulant début mars 2011 au Palais omnisports de Paris-Bercy. Il remporte dès le premier jour des compétitions les qualifications du saut en longueur avec un bond à 7,97 m, et réalise quelques heures plus tard le meilleur saut des qualifications du triple saut avec 17,06 m. Le lendemain, pour sa première compétition internationale majeure à la longueur, Tamgho termine au pied du podium avec un bond à 7,98 m réalisé à son sixième et dernier essai, échouant à deux centimètres seulement du Danois Morten Jensen, médaillé de bronze. Le lendemain, le 6 mars, lors de la journée de clôture des Championnats d'Europe en salle, le Français décroche le titre continental du triple saut devant l'Italien Fabrizio Donato et le Roumain Marian Oprea. Il réalise la marque de 17,92 m dès sa deuxième tentative et améliore d'un centimètre son propre record du monde établi deux semaines plus tôt, avant de rééditer cette performance à son quatrième essai. Son record tiendra près de 10 ans, et ne sera battu qu'en 2021 par son "élève", le Burkinabé Hugues Fabrice-Zango. 
Pour sa rentrée en plein air, début mai à Doha lors de la 1re étape de la Ligue de diamant 2011, Tamgho s'impose devant Leevan Sands et Alexis Copello et signe la meilleure performance mondiale de la saison avec 17,49 m.  À Montreuil le 7 juin, il reprend avec 17,67 m sa meilleure marque de l'année, que Phillips Idowu lui avait prise à Rome. Après une déception à New York où sous le vent et la pluie, il ne parvient pas à sauter convenablement, il renverse la tendance en remportant fin juin à Lausanne le meeting Athletissima en dominant son rival britannique avec 17,91 m (+1,4 m/s) dans un concours où tous ses autres essais seront invalidés. Il réussit le deuxième meilleur saut en plein air de sa carrière et améliore de quatorze centimètres sa propre meilleure marque mondiale de la saison.

### Blessures et suspension
Teddy Tamgho renonce aux championnats du monde 2011 de Daegu en raison d'une blessure à la cheville survenue à l'échauffement lors des qualifications des Championnats d'Europe espoirs d'Ostrava. La fracture, située au niveau de la cheville droite, au bout du tibia, nécessite une opération chirurgicale.
En octobre 2011, au CREPS de Boulouris, Teddy Tamgho agresse particulièrement violemment une jeune athlète, Glodie Tudiesche, et frappe plusieurs membres de l'encadrement technique qui s'interposaient. La jeune femme racontera qu'il l'a d'abord étranglée avant de la traîner au sol par les cheveux, et de la frapper à coups de poing, de pied et de genou. Pour ces violences physiques et sachant qu'il avait déjà été renvoyé en 2008 à la suite d'une altercation du CREPS de Paris, la Fédération française d'athlétisme lui inflige une peine symbolique     :  douze mois de suspension dont six avec sursis, assortie d'une amende de 1 500 euros et de 50 heures de travaux d'intérêt général, le privant ainsi de participation au championnat du monde en salle de mars 2012, mais lui laissant la possibilité de participer aux Jeux olympiques de Londres à l'été 2012. « Il a exprimé ses regrets et reconnu le verdict » déclare un porte-parole de la FFA. Toutefois, Teddy Tamgho n'apprécie pas la façon dont les médias répercutent cet épisode et il s'exprime de manière provocatrice à ce sujet en rappant dans un clip vidéo en décembre 2011. Finalement, à la suite des trois plaintes pour « coups et blessures », il sera également condamné en mars 2013 à 5 000 euros de dommages et intérêts par le tribunal de police de Fréjus.
À la suite d'une nouvelle opération le 4 juin 2012 pour une excroissance osseuse consécutive à sa fracture de la cheville de 2011, il ne peut finalement pas participer aux Jeux Olympiques de 2012, et ce n'est donc qu'en 2013, ses démêlés judiciaires et médicaux achevés, qu'il peut faire son grand retour.

### Retour à la compétition, titre mondial (2013) et suspension

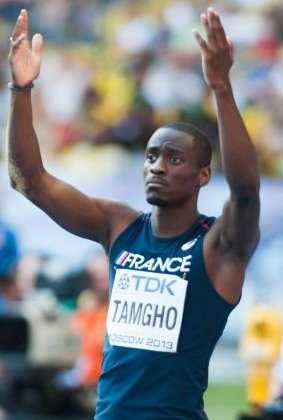
Teddy Tamgho lors des championnats du monde 2013 à Moscou.

Il fait son retour sur les pistes d'athlétisme en mai 2013 après 20 mois d'absence. Lors du meeting de Montreuil, il dépasse la ligne des 17 m (17,01 m) mais s'incline devant Benjamin Compaoré. En juin, au meeting de Besançon, Teddy Tamgho réalise les minima de qualification pour les mondiaux de Moscou en atteignant la marque de 17,30 m (+2,0 m/s). Lors de la ligue de diamant 2013, il réalise 17,47 m à Birmingham puis 17,40 m à Lausanne, s'inclinant respectivement face à l'Américain Christian Taylor et au Cubain Pedro Pichardo. Le 13 juillet, au Stade Charlety de Paris, il s'adjuge son troisième titre national en plein air à l'occasion des championnats de France 2013. Il s'impose avec un triple-bond à 17,47 m, en devançant de deux centimètres son compatriote Yoann Rapinier. 
Le 18 août 2013, Teddy Tamgho participe à la finale des championnats du monde, à Moscou, en compagnie de deux autres Français, Yoann Rapinier et Gaëtan Saku Bafuanga. Auteur de 17,65 m dès son entrée dans le concours, il est devancé dès le saut suivant par le Cubain Pedro Pablo Pichardo qui réalise 17,68 m. Il mord de justesse ses deuxième et troisième essais mais retombe lors de ces deux sauts au niveau de la marque matérialisant le record du monde de la discipline (18,29 m),. À sa quatrième tentative, le Français réalise un saut à 17,68 m, identique à celui du Cubain, mais reprend la tête du concours au bénéfice d'un deuxième meilleur bond. Lors de son sixième et dernier essai, Tamgho atteint la marque de 18,04 m (+ 0,3 m/s) et remporte le titre mondial devant Pedro Pablo Pichardo (17,68 m) et l'Américain Will Claye (17,52 m). Il devient à cette occasion le troisième athlète à dépasser dix-huit mètres au triple saut après le Britannique Jonathan Edwards (18,29 m en 1995) et l'Américain Kenny Harrison (18,09 m en 1996), et améliore de six centimètres son propre record de France. Il est par ailleurs le cinquième athlète français — le troisième masculin — à remporter un titre individuel aux championnats du monde d'athlétisme après Marie-José Pérec, Stéphane Diagana, Eunice Barber, et Ladji Doucouré. L'analyse a posteriori de son triple saut a montré que ses trois phases étaient les plus équilibrées du concours (cloche pied : 6,16 m ; foulée bondissante : 5,30 m ; saut : 6,58 m) sans qu'aucune ne soit la meilleure de l'ensemble des concurrents ainsi que les plus harmonieuses de ses trois essais mesurés lui permettant le saut final le plus long lors d'un triple saut le plus rapide (2 s 11) minimisant ainsi sa perte de vitesse.
À la fin du mois de novembre, alors qu'il s'entraîne pour la saison hivernale, Tamgho subit une fracture du tibia gauche.
Le 21 juin 2014, il est suspendu par la fédération internationale pour une durée d'un an pour ne pas s'être rendu disponible à trois contrôles antidopage en moins de dix-huit mois. La suspension prend effet à compter du 18 mars 2014.

### Retours et blessures (2015 et 2016)
Le 15 mai 2015, à l'occasion du meeting de Doha, il est victime d'une rupture du tendon d'Achille gauche ce qui met un terme à sa saison. Il manquera les championnats du monde de 2015,. Toutefois, il y participe en tant que consultant à France TV Sport avec Stéphane Diagana.
Le 28 février 2016, Teddy Tamgho retrouve, 5 ans après, le titre de champion de France en salle du triple saut avec un bond de 16,98 m à Aubière, devançant Harold Correa (16,91 m) et Benjamin Compaoré le champion d'Europe en titre (16,88 m). Après un début de saison estivale chaotique, le Français semble retrouver ses repères début juin lors des Bislett Games d'Oslo où il prend la 2de place du concours avec 16,8 m, derrière le Cubain Alexis Copello (16,91 m). Toujours en quête de minimas pour les Jeux olympiques de Rio qui sont fixés à 17,05 m, Tamgho participe le 25 juin aux Championnats de France où il réalise un triple bond à 17,15 m lors du 6e, réalisant ainsi les minimas mais se blesse à la jambe et est transporté à l'hôpital d'Angers d'urgence,. Victime d’une fracture « du condyle médial du fémur », il est contraint de déclarer forfait pour les Jeux olympiques de Rio 2016.

### Retour (2018)
Plus de deux ans après sa dernière compétition, Teddy Tamgho fait son retour sur les sautoirs à l'occasion des championnats de France d'Albi, où il est aligné sur le saut en longueur. Auteur de 6,92 m (- 1,3 m/s), en qualifications, son seul essai validé, il échoue à se qualifier pour la finale. Il annonce sa retraite sportive le 24 août 2019.

### Retour à la compétition (2023)
Le 31 mars 2023, plus de 3 ans et demi après avoir mis fin à sa carrière, Teddy Tamgho annonce à la surprise générale sortir de sa retraite et reprendre sa carrière de triple sauteur, avec notamment en ligne de mire les Jeux olympiques d'été de 2024 à Paris.

## Structure d'entrainement «Team T»
En parallèle de sa carrière d'athlète, Teddy Tamgho a toujours apprécié entraîner des athlètes. Son premier grand résultat arrive au cours de l'année 2014 où Rouguy Diallo décroche le titre mondial junior à Eugene avec un saut à 14,20 m, record de France junior.
Avec sa coach Laurence Bily, ils créent la « Team Tamgho », appelée également « Team T », composée de jeunes athlètes triple sauteurs/sauteuses comme Rouguy Diallo, Melvin Raffin, Quentin Mouyabi, Martin Lamou ou Ilionis Guillaume. Les résultats de cette structure paient rapidement avec la médaille de bronze de Melvin Raffin aux championnats du monde juniors 2016 puis son record du monde junior en salle en mars 2017. Rouguy Diallo remporte en juillet la médaille de bronze des Championnats d'Europe espoirs de Bydgoszcz.
La Team T domine rapidement le triple saut français puisque Raffin, Mouyabi et Lamou écrasent le podium des Championnats de France cadets-juniors à Châteauroux et valident ainsi pour chacun leur participation aux Championnats d'Europe juniors de Grosseto. Lors de ces championnats, Ilionis Guillaume, championne de France chez les juniors, ouvre le compteur de l'équipe en décrochant la médaille d'argent avec un saut à 13,97 m. Les hommes entrent ensuite en piste les deux jours suivants : Quentin Mouyabi réalise par 3 fois son record (16,04 m en qualifications, 16,06 et 16,40 m en finale) tandis que Martin Lamou le bat 2 fois (16,34 m en qualifications, 16,97 m en finale). Les Français dominent l'épreuve avec une première, troisième et quatrième place dans la compétition.

## Palmarès

### International
| Date | Compétition                       | Lieu             | Résultat | Épreuve     | Marque  |
| ---- | --------------------------------- | ---------------- | -------- | ----------- | ------- |
| 2007 | Championnats d'Europe juniors     | Hengelo          | 4e       | Triple saut | 16,35 m |
| 2008 | Championnats du monde juniors     | Bydgoszcz        | 1er      | Triple saut | 17,33 m |
| 2009 | Championnats du monde             | Berlin           | 11e      | Triple saut | 16,79 m |
| 2010 | Championnats du monde en salle    | Doha             | 1er      | Triple saut | 17,90 m |
| 2010 | Championnats d'Europe par équipes | Bergen           | 3e       | Triple saut | 17,10 m |
| 2010 | Championnats d'Europe             | Barcelone        | 3e       | Triple saut | 17,42 m |
| 2010 | Ligue de diamant                  | Ligue de diamant | 1er      | Triple saut | détails |
| 2011 | Championnats d'Europe en salle    | Paris            | 4e       | Longueur    | 7,98 m  |
| 2011 | Championnats d'Europe en salle    | Paris            | 1er      | Triple saut | 17,92 m |
| 2013 | Championnats d'Europe par équipes | Gateshead        | 2e       | Triple saut | 16,62 m |
| 2013 | Championnats du monde             | Moscou           | 1er      | Triple saut | 18,04 m |
| 2013 | Ligue de diamant                  | Ligue de diamant | 2e       | Triple saut | détails |

### National
| Compétition                     | 2008        | 2009        | 2010        | 2011        | 2012 | 2013        | 2014 | 2015 | 2016        |
| ------------------------------- | ----------- | ----------- | ----------- | ----------- | ---- | ----------- | ---- | ---- | ----------- |
| Championnats de France élite    |             | 1er 17,11 m | 1er 17,64 m |             |      | 1er 17,49 m |      |      | 1er 17,15 m |
| Champ. de France élite en salle | 1er 16,94 m | 1er 17,44 m | 2e 17,01 m  | 1er 17,91 m |      |             |      |      | 1er 16,98 m |

### Distinctions
- 2010 : désigné révélation masculine de l'année 2010 par l'Association européenne d'athlétisme.
- 2013 : élu athlète de l'année par un collectif de 2.500 fans sur le site de la fédération française[69].

## Records

### Records personnels

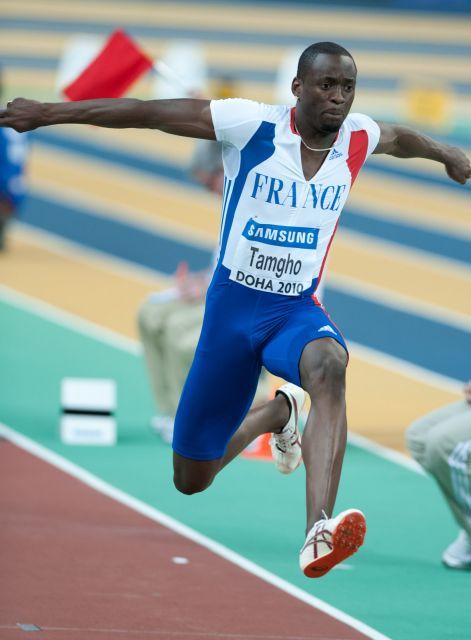
Teddy Tamgho lors des Championnats du monde en salle 2010.

| Épreuve          | Épreuve      | Performance             | Lieu     | Date            |
| ---------------- | ------------ | ----------------------- | -------- | --------------- |
| Triple saut      | En plein air | 18,04 m                 | Moscou   | 18 août 2013    |
| Triple saut      | En salle     | 17,92 m × 2 (ancien RM) | Paris    | 6 mars 2011     |
| Saut en longueur | En plein air | 7,81 m                  | Valence  | 31 août 2013    |
| Saut en longueur | En salle     | 8,01 m                  | Eaubonne | 13 février 2011 |

### Records du monde
| Épreuve                | Performance | Date            | Lieu    | Compétition            |
| ---------------------- | ----------- | --------------- | ------- | ---------------------- |
| Triple saut (en salle) | 17,90 m     | 14 mars 2010    | Doha    | Championnats du monde  |
| Triple saut (en salle) | 17,91 m     | 20 février 2011 | Aubière | Championnats de France |
| Triple saut (en salle) | 17,92 m     | 6 mars 2011     | Paris   | Championnats d'Europe  |
| Triple saut (en salle) | 17,92 m     | 6 mars 2011     | Paris   | Championnats d'Europe  |

### Records de France
| Épreuve          | Catégorie | Piste     | Performance | Vent     | Date            | Lieu         |
| ---------------- | --------- | --------- | ----------- | -------- | --------------- | ------------ |
| Triple saut      | Senior    | Plein air | 18,04 m     |          | 18 août 2013    | Moscou       |
| Triple saut      | Senior    | Plein air | 17,63 m     |          | 23 mai 2010     | Franconville |
| Triple saut      | Espoir    | Salle     | 17,58 m     |          | 13 février 2009 | Paris-Bercy  |
| Triple saut      | Junior    | Plein air | 17,19 m     | -0,4 m/s | 29 juillet 2008 | Monaco       |
| Triple saut      | Junior    | Salle     | 16,94 m     |          | 16 février 2008 | Bordeaux     |
| Saut en longueur | Espoir    | Salle     | 8,01 m      |          | 13 février 2010 | Eaubonne     |

### Progression
| Âge | Distance | Date            | Lieu         |
| --- | -------- | --------------- | ------------ |
| 17  | 15,58 m  | 5 août 2006     | Radès        |
| 18  | 16,42 m  | 12 mai 2007     | Montgeron    |
| 19  | 17,19 m  | 29 juillet 2008 | Monaco       |
| 20  | 17,63 m  | 23 mai 2010     | Franconville |
| 20  | 17,98 m  | 12 juin 2010    | New York     |
| 24  | 18,04 m  | 18 aout 2013    | Moscou       |

| Âge | Distance | Date             | Lieu     |
| --- | -------- | ---------------- | -------- |
| 16  | 15,34 m  | 5 février 2006   | Eaubonne |
| 18  | 16,53 m  | 21 décembre 2007 | Eaubonne |
| 18  | 16,94 m  | 16 février 2008  | Bordeaux |
| 19  | 17,58 m  | 13 février 2009  | Paris    |
| 20  | 17,90 m  | 14 mars 2010     | Doha     |
| 21  | 17,91 m  | 20 février 2011  | Aubière  |
| 21  | 17,92 m  | 6 mars 2011      | Paris    |

## Famille
Il est le cousin de la judokate et médaillée olympique Romane Dicko.